# Конституція Автономної Республіки Крим
Конституція Автономної Республіки Крим — нормативно-правовий акт, який визначає статус і повноваження Автономної Республіки Крим та діє відповідно до Конституції України.
Конституція прийнята на другій сесії Верховної Ради Автономної Республіки Крим 21 жовтня 1998 року; дійсна від 12 січня 1999 року. Керуючись інтересами кримчан, Верховна Рада АРК, відповідно до Конституції України, Закону України від 10 лютого 1998 року «Про Верховну Раду Автономної Республіки Крим», прийняла дійсну Конституцію Автономної Республіки Крим. Верховна Рада України надала чинності Конституції АРК, прийнявши Закон України «Про затвердження Конституції Автономної Республіки Крим» від 23 грудня того ж року, відповідно до Конституції України.

## Історія

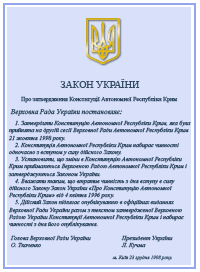
Закон України
«Про затвердження Конституції Автономної Республіки Крим»

Із прийняттям Закону України «Про відновлення Кримської АРСР» у лютому 1991 року, Кримській області надано статус автономії: тодішнє кримське керівництво, використовуючи прогалини у законодавстві та слабкість державної влади України, узялося за будування своєї моделі устрою Криму. Верховна Рада Криму прийняла декларацію «Про державну самостійність Республіки Крим», а 6 травня 1992 року Конституцію Республіки Крим. Хоч ці документи і суперечили тодішньому законодавству України, їх скасовано Верховною Радою України лише 17 березня 1995 — після затяжних конфліктів на півострові. Згодом Президент України підписав низку указів, які визначали статус органів влади АРК. Конституція Криму від 4 квітня 1996 року знову проголосила Верховну Раду АРК законодавчим органом і визначила порядок виборів депутатів до неї. Оскільки ці норми суперечили новій Конституції України 1996 року, виникла необхідність визначення статусу АРК; завдання це було розв'язано ухваленням та затвердженням чинної нині Конституції АРК від 23 грудня 1998 року.

## Структура
Конституція Автономної Республіки Крим належить до кодифікованих конституційних актів. Це єдиний нормативно-правовий акт, що складається з преамбули та п'яти розділів, позначених римськими цифрами. Розділи включають 48 статті, а сама конституція розбита на дев'ять глав. Розділи I і III містять 4 і 3 глави відповідно. Статті складаються з пунктів, позначених арабськими цифрами; окремі пункти містять підпункти, які позначаються арабськими цифрами, відокремлені дужками.
Розділ I. Загальні положення
- Глава 1. Конституційні основи статусу і повноважень Автономної Республіки Крим, принципи та гарантії Автономної Республіки Крим (статті 1-6).
- Глава 2. Територія, символи і столиця Автономної Республіки Крим (статті 7-8).
- Глава 3. Забезпечення прав і свобод громадян України, прав національностей в Автономній Республіці Крим (статті 9-15).
- Глава 4. Забезпечення безпечних і здорових умов життя населення; охорона навколишнього природного середовища (статті 16-17).

Розділ II. Повноваження Автономної Республіки Крим
- Глава 5. Основні повноваження Автономної Республіки Крим (статті 18-20).

Розділ III. Верховна Рада Автономної Республіки Крим, Рада Міністрів Автономної Республіки Крим, Правосуддя і Прокуратура в Автономної Республіки Крим
- Глава 6. Верховна Рада Автономної Республіки Крим (статті 21-34).
- Глава 7. Рада міністрів Автономної Республіки Крим (статті 35-38).
- Глава 8. Правосуддя та органи прокуратури в Автономній Республіці Крим (статті 39-41).

Розділ IV. Місцеве самоврядування в Автономній Республіці Крим
- Глава 9. Здійснення місцевого самоврядування в Автономній Республіці Крим (статті 42-47).

Розділ V. Гарантії статусу і повноважень Автономної Республіки Крим (стаття 48)

## Зміст

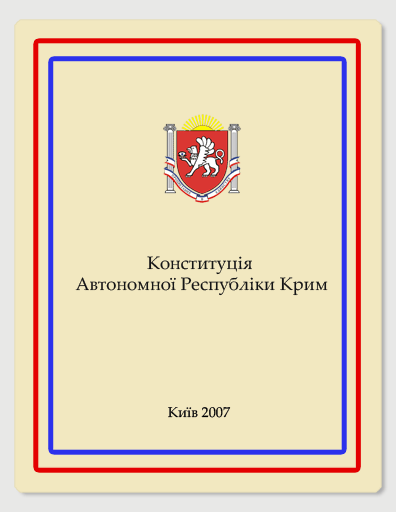
Конституція Автономної Республіки Крим

Преамбула Конституції Автономної Республіки Крим дуже коротка. У ній зазначається, лише коли і ким була прийнята конституція та посилання на документи, якими передбачений цей нормативно-правовий акт.

### Розділ I.
Перший розділ Конституції Криму складається з чотирьох глав і містить норми, що визначають статус, правові основи, гарантії та принципи Автономної Республіки Крим, Верховної Ради АРК та Ради міністрів. Норми, щодо реалізації і забезпечення прав, свобод та інтересів громадян фактично дублюються з нормами другого розділу Конституції України. 
У конституції декларується, що державною мовою в АР Крим є українська мова, а всі правові акти в автономії друкуються, окрім української, також російською та кримськотатарською мовами.

Важливим є те, що у випадку клопотання учасника провадження у справі судочинства, нотаріального провадження, провадження у справах про адміністративні правопорушення, юридичної допомоги може бути використана російська мова, як мова більшості населення Автономної Республіки Крим. Нормами цього розділу також визначаються територія, символи, столиця АРК, охорона довкілля в республіці та інші питання.

### Розділ II.
Розділ II «Повноваження Автономної Республіки Крим» Конституції АРК визначає повноваження, що підлягають віданню республіки: прийняття Конституції АРК, вирішення питань адміністративно-територіального устрою, нормативне регулювання і здійснення організаційно-розпорядницьких повноважень у різних сферах народного господарства, формування та забезпечення виконання бюджету АРК, визначення статусу місцевостей як курортів, здійснення інших повноважень, що передбачені Конституцією України, Конституцією Автономної Республіки Крим і законами України. Другим розділом також передбачено Постійне представництво автономії у столиці України м. Києві, а також представництва в інших регіонах, задля економічного, соціального, культурного та ін. співробітництва. Важливим є те, що Автономна Республіка Крим — єдиний регіон України, що має право на звернення до Конституційного Суду України (через Верховну Раду АРК).

### Розділ III.
Третій розділ Конституції АРК — «Верховна Рада Автономної Республіки Крим, Рада Міністрів Автономної Республіки Крим, Правосуддя і Прокуратура Автономної Республіки Крим» — найбільший з усіх розділів. У шостій главі він визначає поняття республіканського парламенту, порядок його формування та діяльності, структуру та повноваження Верховної Ради АРК та її депутатів (Верховна Рада АРК не є законодавчим органом, а лише представницьким); порядок прийняття Конституції АРК, нормативно-правових актів Верховної Ради Автономної Республіки Крим. Ця глава також зазначає, що нормативно-правові акти Верховної Ради Автономної Республіки Крим і Ради міністрів Автономної Республіки Крим з питань ведення Автономної Республіки Крим мають відповідати Конституції України, законам України.
Сьома глава — «Рада міністрів Автономної Республіки Крим» — включає норми, що визначають порядок формування, структуру, функції та повноваження Ради міністрів АРК, а також призначення на посади і звільнення з посад Голови Ради міністрів Автономної Республіки Крим, його заступників, міністрів, голів республіканських комітетів Автономної Республіки Крим.
Восьма глава відповідає VII та VIII розділам Конституції України, але зазначає про застосування у республіканському судочинстві Конституції АРК, нормативно-правових актів Верховної Ради та Ради міністрів АРК у випадках, що передбачені законодавством України. Також зазначається, що Верховна Рада АРК має право заслуховувати інформацію прокурора Автономної Республіки Крим і піднімати питання про його відставку з посади перед Генеральним прокурором України.

### Розділ IV.
Важливим є четвертий розділ Конституції АРК про «Місцеве самоврядування в Автономній Республіці Крим». Розділ складено відповідно до Конституції та законів України у сфері місцевого самоврядування. Місцеве самоврядування в Автономній Республіці Крим має здійснюватись виключно відповідно до Конституції України, Закону України «Про місцеве самоврядування в Україні» та законів України з певними особливостями, що передбачені Конституцією Автономної Республіки Крим. Також у розділі зазначено порядок взаємодії органів влади, установ, організацій Автономної Республіки Крим і органів місцевого самоврядування.

### Розділ V.
Останній п'ятий розділ конституції закріпив статус і повноваження Автономної Республіки Крим які гарантуються державою Україна і забезпечуються демократичними інститутами суспільства, діяльністю органів державної влади та іншими органами.

## Внесення змін та доповнень
Конституція Автономної Республіки Крим належить до жорстких конституцій, тобто до яких важко внести зміни чи доповнення. Хоча Конституція АРК може бути змінена тільки Верховною Радою Автономної Республіки Крим (більшістю голосів), будь-які зміни (доповнення) повинні бути затверджені Верховною Радою України.
Питання про обмеження статусу і повноважень Автономної Республіки Крим, Верховної Ради Автономної Республіки Крим і Ради міністрів Автономної Республіки Крим, визначених Конституцією України, законами України Верховна Рада Автономної Республіки Крим ухвалює на підставі рішення консультативного республіканського (місцевого) референдуму. Ухвалення рішення про проведення республіканського (місцевого) референдуму належить до компетенції Верховної Ради АРК.
Зміни та доповнення до Конституції Автономної Республіки Крим набувають чинності від дня їхнього опублікування.

## Охорона Конституції АРК
Конституція, що стоїть на захисті повноважень Автономної Республіки Крим, Верховної Ради Автономної Республіки Крим і Ради міністрів Автономної Республіки Крим, прав і свобод людини та громадянина, посадових осіб та службовців є ефективною за умов її правової захищеності та гарантованості.
Правова охорона Конституції Автономної Республіки Крим — це сукупність нормативно- і організаційно-правових механізмів захисту конституції, які також називаються гарантіями Конституції АРК. Ці гарантії визначені в останній, п'ятій главі Конституції АРК.
Головним чинником захищеності Конституції АРК є її жорсткість, про що зазначалось вище, тобто конституція сама себе захищає.
До нормативно-правових гарантій організації та діяльності АРК окрім Конституції АРК відносяться Конституція України, закони України, акти Президента України, Верховної Ради України, Уряду України, а також правові акти органів АРК: Верховної Ради республіки, Ради міністрів та органів місцевого самоврядування Автономної Республіки Крим.

## Зноски
1. ↑  Ст. 135 Конституції України
2. ↑  «Акт про державну самостійність Республіки Крим» // Ведомости Верховного Совета Крыма. — 1991—1992. — № 5. — С. 243.
3. ↑  ЕІУ
4. ↑  Ст. 74 Конституції України
5. ↑  Ст. 41, ч. 2 Конституції Автономної Республіки Крим
6. ↑  Конституційне право України: Підручник. / За заг. ред. В. Ф. Погорілка. — К.: Наукова Думка; Прецидент, 2006. с. 311
7. ↑  Ст. 47 Конституції Автономної Республіки Крим
8. ↑  Ст. 48 Конституції Автономної Республіки Крим
9. 1 2  Ст. 27 Конституції Автономної Республіки Крим
10. ↑  Ст. 48, ч. 2 Конституції Автономної Республіки Крим
11. ↑  Ст. 26, ч. 3 Конституції Автономної Республіки Крим